# Nassim Hnid
Nassim Hnid (sinh ngày 12 tháng 3 năm 1997) là một cầu thủ bóng đá chuyên nghiệp người Tunisia hiện đang thi đấu ở vị trí trung vệ cho câu lạc bộ Žalgiris tại A Lyga.

## Sự nghiệp thi đấu
Ngày 20 tháng 8 năm 2020, Hnid gia nhập câu lạc bộ AEK Athens tại Giải bóng đá vô địch quốc gia Hy Lạp. AEK Athens được cho là đã trả phí chuyển nhượng €600,000 cho CS Sfaxien để Hnid ký hợp đồng 4 năm với đội bóng.

## Thống kê sự nghiệp

### Quốc tế
Tính đến 25 tháng 7 năm 2019
| Đội tuyển quốc gia | Năm       | Trận | Bàn thắng |
| ------------------ | --------- | ---- | --------- |
| Tunisia            | 2019      | 2    | 0         |
| Tổng cộng          | Tổng cộng | 2    | 0         |